# یواس‌اس پرووایدنس (اس‌اس‌ان-۷۱۹)
یواس‌اس پرووایدنس (اس‌اس‌ان-۷۱۹) (به انگلیسی: USS Providence (SSN-719)) یک زیردریایی است که طول آن ۱۱۰٫۳ متر (۳۶۱ فوت ۱۱ اینچ) می‌باشد. این زیردریایی در سال ۱۹۸۴ ساخته شد.